# Aromo

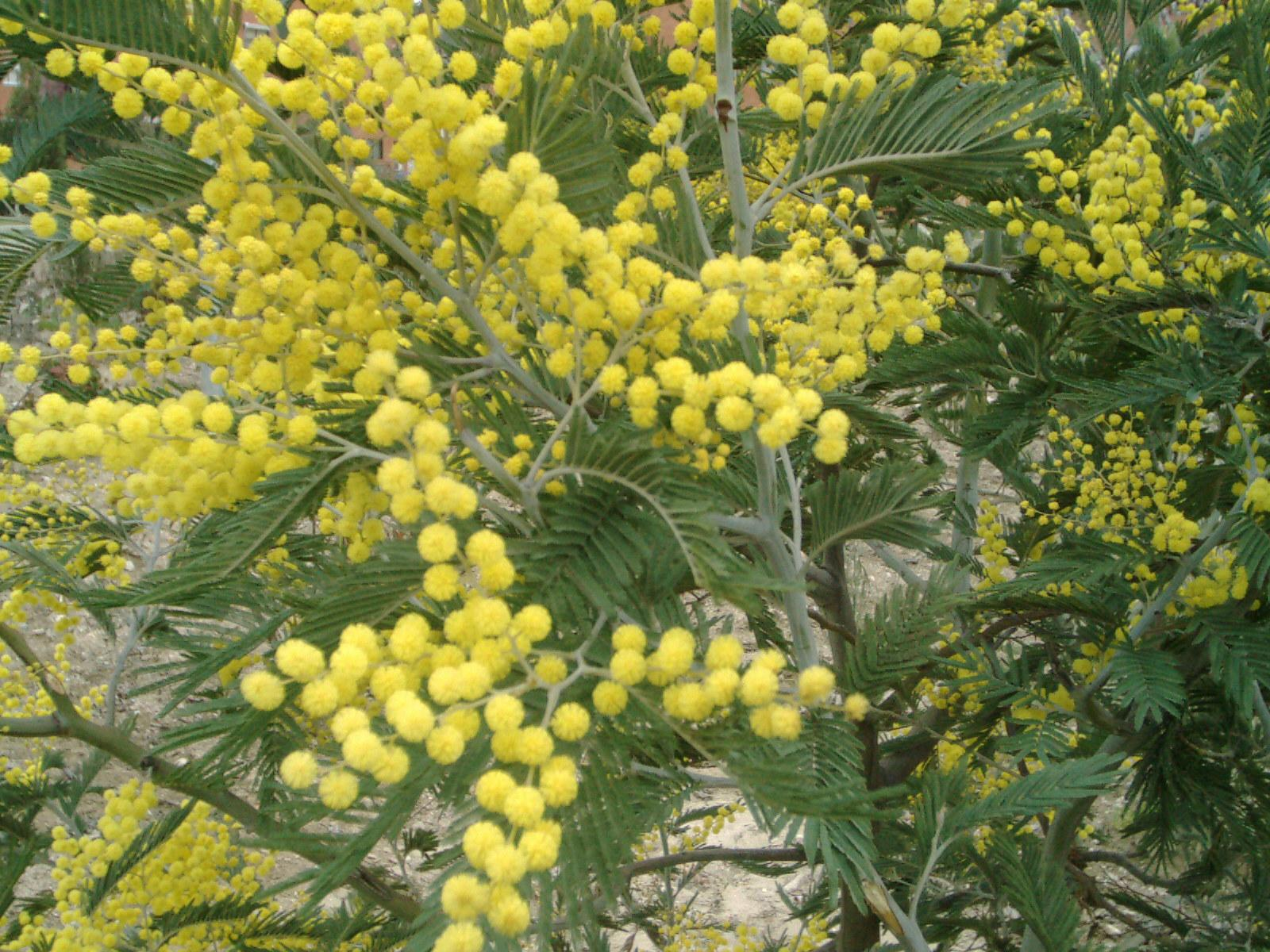
Acacia dealbata.

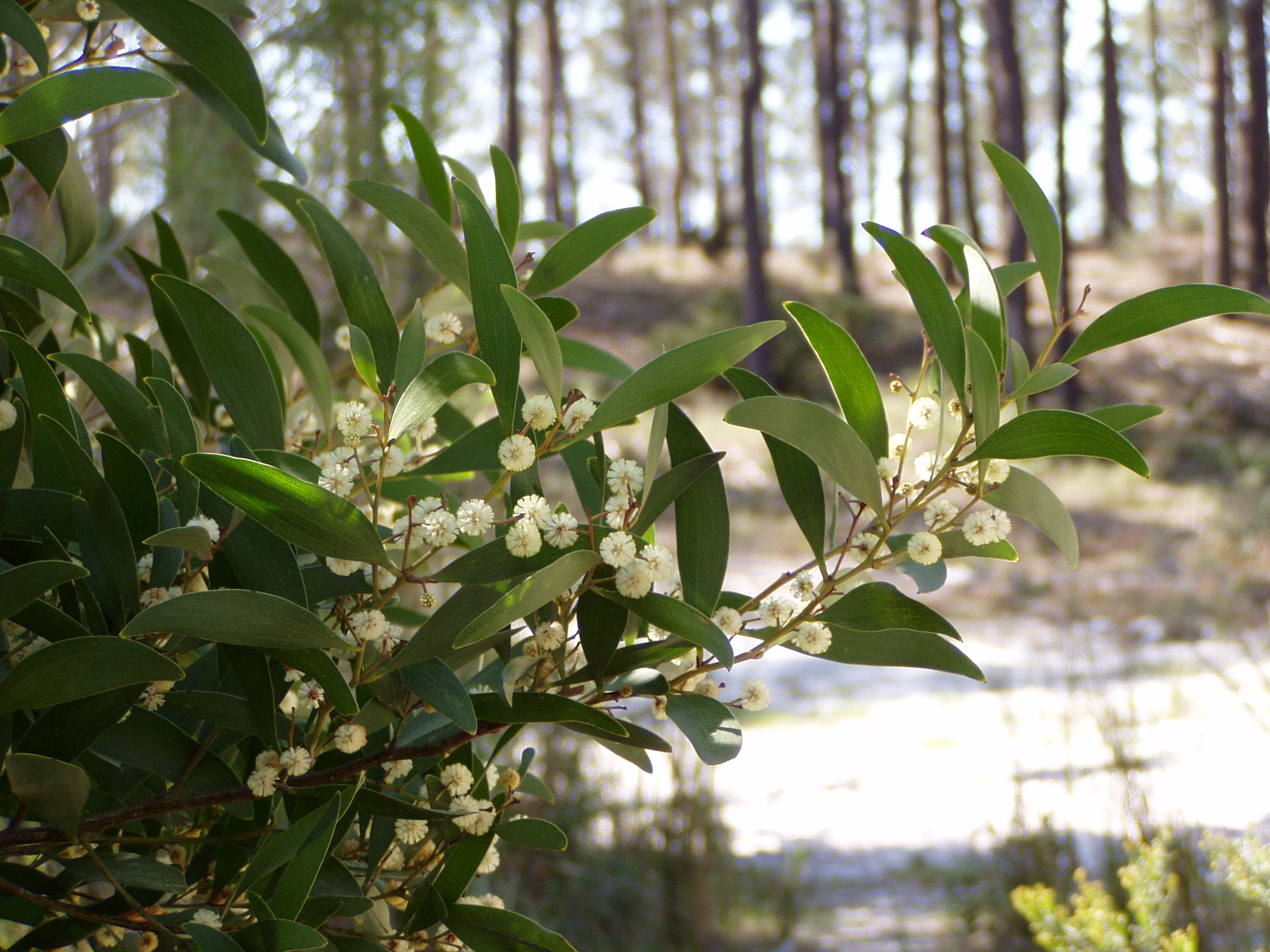
Acacia melanoxylon.

Vachellia farnesiana.

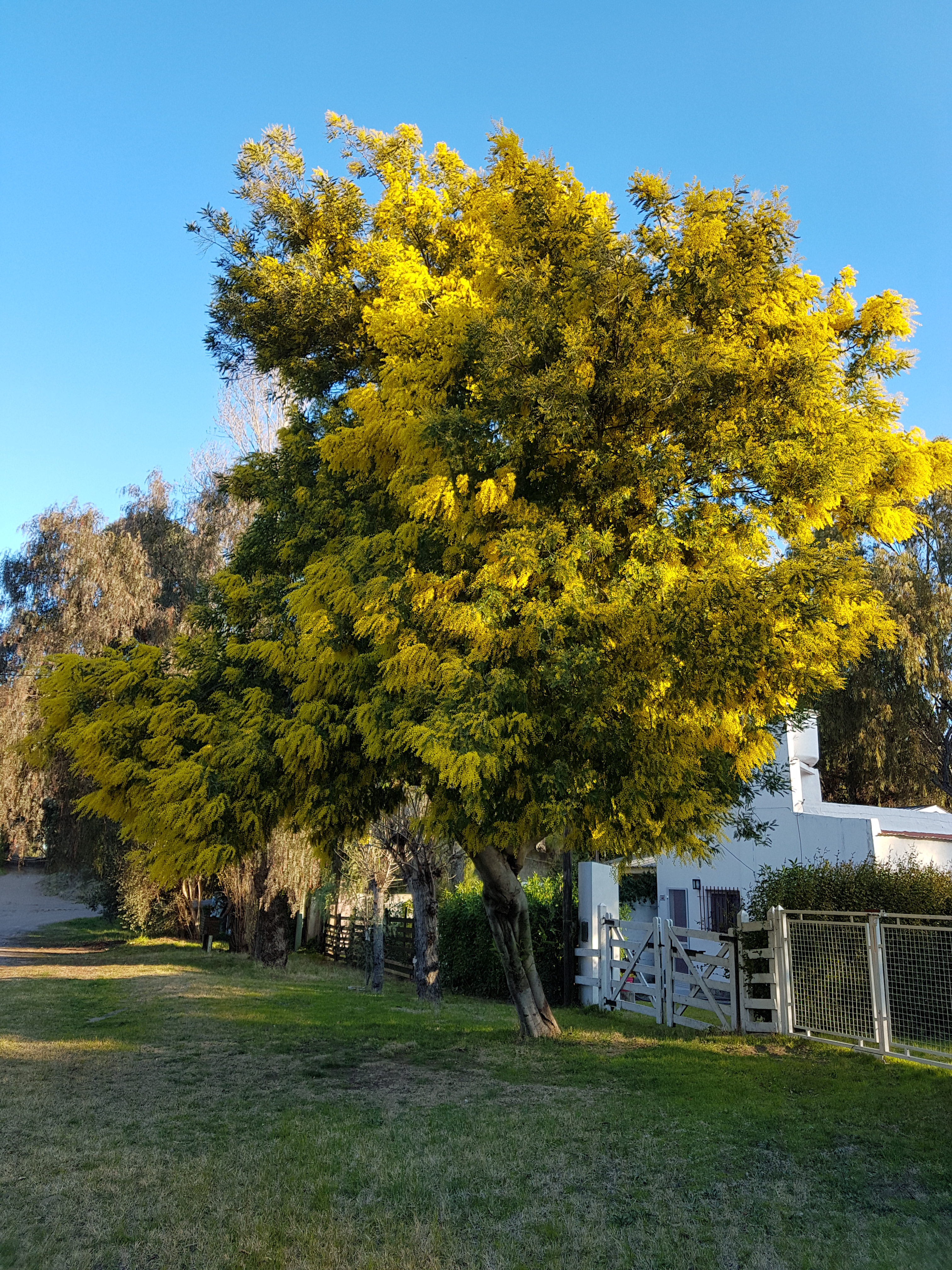
Árbol de Acacia dealbata

Aromo  es el nombre común con el que se conoce a varias especies de árboles pertenecientes a los géneros Acacia y Vachellia de la familia de las leguminosas (Fabaceae, Mimosoideae). Se caracterizan por tener flores de color amarillo intenso, pequeñas, dispuestas en cabezuelas o racimos, muy perfumadas. Son de las primeras especies en florecer al inicio de la primavera o hacia fines del invierno. Algunas de las especies llamadas "aromo" son:
- Acacia dealbata. Se lo llama "aromo", y en algunos países, "aromo de Chile" si bien es originario de Tasmania y Australia. Muy cultivada para adorno por su profusa floración invernal.[1]
- Acacia decurrens. Especie también conocida como "aromo", es originaria de Australia. No es muy cultivada.
- Acacia longifolia. es otro "aromo" oriundo de Australia. Se lo cultiva como fijadora de dunas y es muy apreciada por sus floración muy perfumada durante el invierno.[1]
- Acacia melanoxylon. Conocida como "aromo" o también "acacia negra". Oriunda de Australia es muy cultivada como especie forestal. Sus flores son de color amarillo pálido.[1]
- Vachellia caven. Conocido en los países del cono sur de América del Sur como "aromo criollo" o "espinillo negro". Es originario de Chile, Argentina, Uruguay, Paraguay y Brasil. Es una especie muy adaptada a condiciones de aridez. Florece en primavera, de sus flores se extrae esencia para perfumería.[2]
- Vachellia farnesiana. Conocido en Chile como "aromo". Originario del sur de Francia, Italia y otras partes a lo largo de la costa norte del Mediterráneo. Se dice que floreció por primera vez en los jardines de Farnesio en Roma, de dónde procede el epíteto específico. Fue introducido en América durante los primeros años de la colonización española. Se ha naturalizado en el sur de Estados Unidos, desde California hasta Florida; en América Central y en América del Sur hasta Chile y Argentina. Alcanza entre 3 a 5 m de altura, su tronco posee una corteza oscura. Es de hojas perennes, con dos espinas blancas y rectas de entre 2 y 8 cm de largo en su base. Sus flores son de color amarillo dorado, muy fragantes, y miden entre 1 y 1.5 centímetros de diámetro. Están dispuestas en grupos de 2-6 cabezuelas.[3]